# Dieter Kellein
Dieter Hans Kellein (* 14. Juni 1940 in München) ist ein deutscher Brigadegeneral außer Dienst. Er war Kommodore des Lufttransportgeschwaders 61 in Penzing.

## Leben
Beförderungen
- 1963 Leutnant
- 1965 Oberleutnant
- 1968 Hauptmann
- 1971 Major
- 1974 Oberstleutnant
- 1979 Oberst
- 1992 Brigadegeneral

Kellein trat 1961 in die Luftwaffe der Bundeswehr ein. Er wurde an der Technische Schule der Luftwaffe 2 in Lechfeld ausgebildet. Danach war er Radarflugmelder beim Fernmelderegiment 31. Es folgte die Ausbildung zum Radarflugmeldeoffizier in Regensburg.
1963 absolvierte er den Grundlehrgang Reserveoffizieranwärter an der Offizierschule der Luftwaffe in Neubiberg. 1963/64 war er Luftlageoffizier und Ausbildungsoffizier in Uedem und Stabszugführer beim Fernmelderegiment 33 in Goch. 1964/65 nahm er an der Flugzeugführerauswahlschulung beim Fluganwärterregiment in Uedem teil. Von 1965 bis 1967 wurde er an der Flugschule der Deutschen Lufthansa in Bremen zum Flugzeugführer ausgebildet; die Typenschulung erfolgte auf Noratlas ND2501 in Wunstorf. Von 1967 bis 1969 war er Transportflugzeugführer beim Lufttransportgeschwader 61 in Neubiberg. 1969 wurde er Hörsaalleiter an der Offizierschule der Luftwaffe.
Von 1971 bis 1973 nahm er am 16. Generalstabslehrgang Luftwaffe an der Führungsakademie der Bundeswehr in Hamburg teil. Danach wurde er A1 beim Lufttransportkommando in Münster. Von 1976 bis 1979 war er Stellvertretender Verteidigungsattaché an der Deutschen Botschaft Washington, D.C. 1979/80 war er Adjutant des Bundesministers der Verteidigung Hans Apel (SPD). 1980 schulte er auf Transall beim Lufttransportgeschwader 62 in Wunstorf um. 1980/81 besuchte er das NATO Defense College (NDC) in Rom. 1981/82 war er Dozent für Militärstrategie an der Führungsakademie der Bundeswehr. Von 1982 bis 1985 war er Referatsleiter im Führungsstab der Streitkräfte (Fü S III 5) in Bonn. Von 1985 bis 1987 war er Kommodore des Lufttransportkommandos 61 in Penzing. 1987 wurde er Referatsleiter im Führungsstab der Luftwaffe (Fü L I 1) in Bonn.
Von 1991 bis 1995 war er Stabsabteilungsleiter Innere Führung im Führungsstab der Luftwaffe. Zuletzt war er Kommandeur der Luftwaffenausbildungsverbände und Stellvertretender Amtschef des Luftwaffenamtes in Köln und wurde mit Ablauf des September 2000 in den Ruhestand versetzt.
Nach seiner Dienstzeit wurde er Geschäftsführer von Thales Deutschland.
Er ist verheiratet mit der Rechtsanwältin Margret Boedeker-Kellein und Vater einer Tochter.

## Auszeichnungen
- Ehrenkreuz der Bundeswehr in Gold
- Legion of Merit (Ritterkreuz)
- Verdienstorden der Italienischen Republik
- Orden vom Aztekischen Adler (Komturkreuz)
- Royal Victorian Order (Commander)
- Bundesverdienstkreuz am Bande